# نيترو ميستري

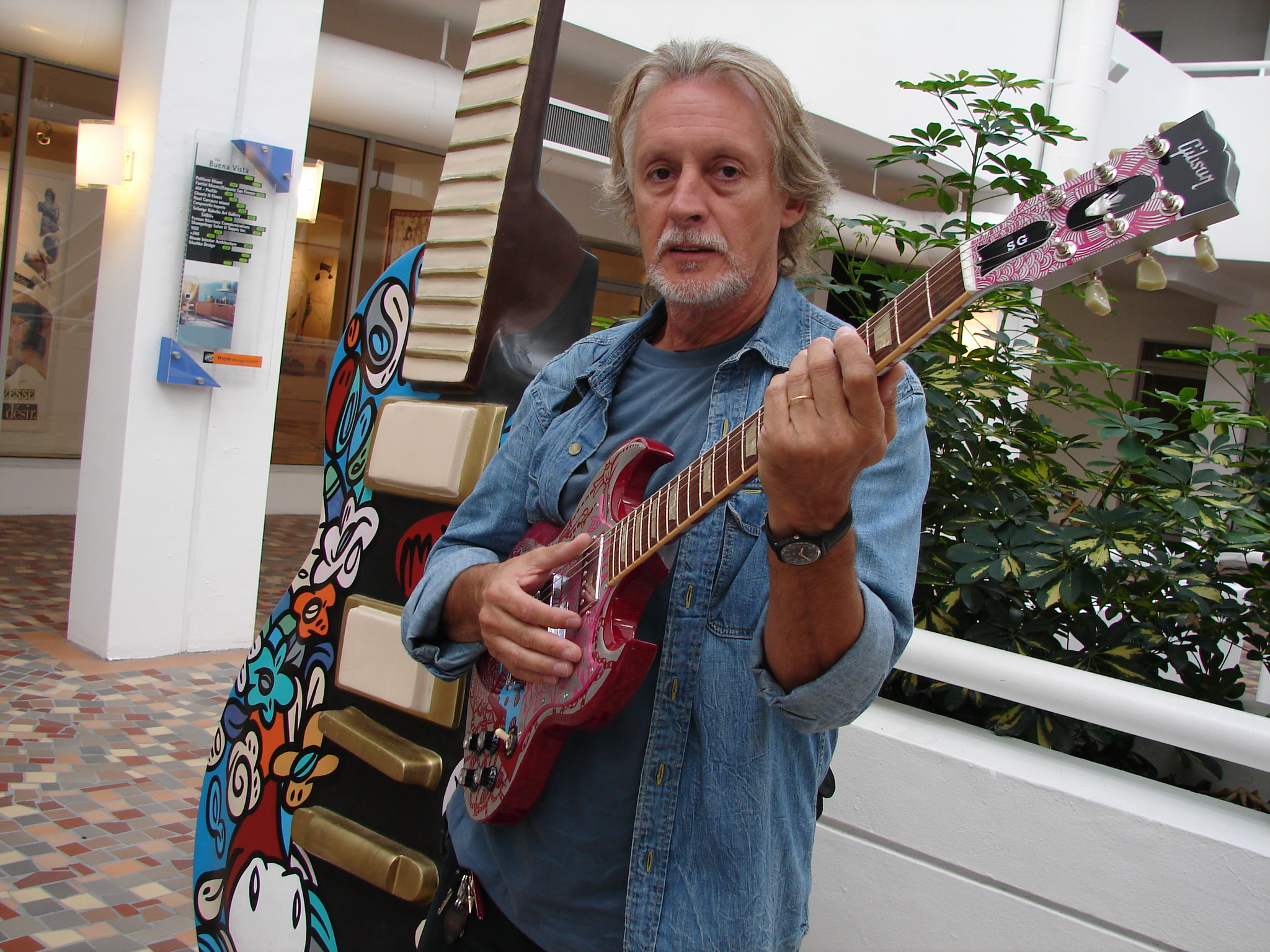
نيترو ميستري في 2007.

كارلوس ألبيرتو ميستري المعروف في الوسط الفني باسم نيترو ميستري Nito Mestre (3 أغسطس 1952 ) هو مغني، ملحن، موسيقي، منتج أغاني، مغن مؤلف وفنان أرجنتيني عضو أيضا في فرقة PorSuiGieco، وهو عضو مؤسس (بمشاركة شارلي غارسيا) في فرقة سوي جنريس  (بالإسبانية: Sui Generis)‏ التي تأسست سنة 1969 حيث كان هو الذي كان يعزف على الفلوت والقيثارة) وصديقه شارلي الذي كان يعزف على البيانو. لكنها انتهت سريعا في 1975 بعد أن انسحب منها الأعضاء واحدا تلو الآخر. بعدا أنشأ نيترو فرقة أخرى مع ماريا روزا يوريو التي تولت الغناء، حيث عمرت الفرقة لحدود ثمانينيات القرن العشرين، ليعود نيترو للعمل بشكل منفرد.

## ديسكوغرافيا

### كمغني منفرد
| السنة | الألبوم                  |
| ----- | ------------------------ |
| 1981  | 20/10.                   |
| 1983  | أخفي عيني من أشعة الشمس. |
| 1986  | نيترو.                   |
| 1989  | مدخل مجنون.              |
| 1991  | لمس السماء.              |
| 1992  | صفر الحجارة.             |
| 1993  | كانتا الفريدة من نوعها.  |
| 1998  | ألوان نقية.              |
| 2005  | ماجستير.                 |
| 2010  | الزهور في ناشفيل.        |
| 2010  | سيمفونية نيترو.          |
| 2014  | رحلة أغسطس.              |

## مصارد
1. ↑  Internet Movie Database (بالإنجليزية), QID:Q37312
2. ↑  Internet Movie Database (بالإنجليزية), QID:Q37312
3. ↑  "Nito Mestre: "Ahora gano más plata que con Sui Generis"" (بالإسبانية). Archived from the original on 2015-09-24. Retrieved 2020-09-23. {{استشهاد بخبر}}: الوسيط غير المعروف |apellidos1= تم تجاهله يقترح استخدام |last1= (help), الوسيط غير المعروف |fecha= تم تجاهله يقترح استخدام |date= (help), الوسيط غير المعروف |fechaacceso= تم تجاهله يقترح استخدام |access-date= (help), and الوسيط غير المعروف |nombre1= تم تجاهله يقترح استخدام |first1= (help)

## روابط خارجية
- نيترو ميستري على موقع IMDb (الإنجليزية)
- نيترو ميستري على موقع ميوزك برينز (الإنجليزية)
- نيترو ميستري على موقع أول ميوزيك (الإنجليزية)
- نيترو ميستري على موقع ديسكوغز (الإنجليزية)
- الموقع الرسمي
- http://www.perfil.com/perfil-usa/nito-mestre-en-miami-nos-conto-sus-planes.phtml